# مارينا بيكر
مارينا بيكر (بالإنجليزية: Marina Baker)‏ هي عارضة وكاتِبة بريطانية، ولدت في 8 ديسمبر 1967 في ونزر في المملكة المتحدة.

## وصلات خارجية
- مارينا بيكر على موقع IMDb (الإنجليزية)
- مارينا بيكر على موقع قاعدة بيانات الفيلم (الإنجليزية)